# كيلسي بيفان
كيلسي بيفان (بالإنجليزية: Kelsey Bevan)‏ هي مجدفة نيوزيلندية، ولدت في 10 أبريل 1990 في أوكلاند في نيوزيلندا.

## وصلات خارجية
- كيلسي بيفان على موقع الاتحاد الدولي للتجديف (الإنجليزية)
- كيلسي بيفان على موقع اللجنة الأولمبية الدولية (الإنجليزية)
- كيلسي بيفان على موقع أوليمبيديا (الإنجليزية)
- كيلسي بيفان على موقع اللجنة الأولمبية النيوزيلندية (الإنجليزية)